# K.C. Rivers
Kelvin Creswell Rivers, detto K.C. (Charlotte, 1º marzo 1987), è un cestista statunitense.
È il nipote di Byron Dinkins.

## Carriera
Esordisce sui grandi palcoscenici con la maglia della Benetton Treviso, che lo ingaggia all'inizio del 2009 per il finale di stagione.
L'anno successivo è in Francia alla Chorale di Roanne. A gennaio 2011 si trasferisce alla Virtus Bologna.

## Palmarès
- Campionato spagnolo: 2

Real Madrid: 2014-2015, 2015-2016
- Campionato greco: 2

Panathinaikos: 2016-2017, 2017-2018
- Campionato serbo: 1

Stella Rossa: 2018-2019
- Campionato lituano: 1

Žalgiris Kaunas: 2019-2020
- Copa del Rey: 2

Real Madrid: 2015, 2016
- Coppa di Grecia: 1

Panathinaikos: 2016-2017
- Coppa di Lituania: 1

Žalgiris Kaunas: 2019-2020
- Supercoppa spagnola: 1

Real Madrid: 2014
- Eurolega: 1

Real Madrid: 2014-2015
- Lega Adriatica: 1

Stella Rossa: 2018-2019